# زمان اروپای شرقی
| آبی روشن | زمان اروپای غربی (یوتی‌سی ۰۰:۰۰+)                                             |
| آبی      | زمان اروپای غربی (یوتی‌سی ۰۰:۰۰+) زمان تابستانی اروپای غربی (یوتی‌سی ۰۱:۰۰+)   |
| قرمز     | زمان اروپای مرکزی (یوتی‌سی ۰۱:۰۰+) زمان تابستانی اروپای مرکزی (یوتی‌سی ۰۲:۰۰+) |
| بژ       | زمان اروپای شرقی (یوتی‌سی ۰۲:۰۰+) ساعت تابستانی اروپای شرقی (یوتی‌سی ۰۳:۰۰+)   |
| زرد      | زمان شرق دور اروپا (یوتی‌سی ۰۳:۰۰+)                                           |
| سبز روشن | زمان مسکو (یوتی‌سی ۰۴:۰۰+)                                                    |

زمان اروپای شرقی به اختصار (EET) نام دیگر منطقه زمانی یوتی‌سی ۲:۰۰+ است که برای زمان تابستانه آن از یوتی‌سی ۳:۰۰+ استفاده می‌شود. این زمان مورد استفاده کشورهای شرق اروپا است.

## استفاده
این بخش‌ها یا کشورها در زمستان از این زمان استفاده می‌کنند.
- بلاروس بین سال‌های ۱۹۲۲-۳۰ و ۱۹۹۰-۲۰۱۱
- بلغارستان  از ۱۸۹۴
- قبرس
- مصر
- استونی از ۱۹۹۰ و همچنین بین ۱۹۲۱-۴۰
- فنلاند  از ۱۹۲۱
- یونان  از ۱۹۱۶
- اسرائیل  از ۱۹۴۸
- اردن
- لتونی  از ۱۹۹۰ و بین سال‌های ۱۹۲۶-۴۰
- لبنان
- لیتوانی از ۱۹۹۰ و بین ۱۹۲۰-۴۰ استفاده شد و بین ۱۹۹۸-۱۹۹۹ استفاده نشده‌است
- مولداوی از ۱۹۹۱ و بین ۱۹۱۸-۴۰ و ۱۹۴۱-۴۴
- فلسطین
- رومانی
- سوریه
- ترکیه از ۱۹۱۰  استفاده شد و بین ۱۹۷۸-۸۵ استفاده نشد
- اوکراین از ۱۹۹۰ و بین ۱۹۲۲-۳۰

زمان مسکو در سال ۱۹۴۵ و بین ۱۹۹۱-۲۰۱۱ این زمان بود
در روسیه استان کالینینگراد از این زمان بین سال‌های ۱۹۲۲-۳۰ و ۱۹۹۱-۹۲ استفاده کرد.
در لهستان بین سال‌های ۱۹۱۸-۹۲ از این زمان استفاده شد.
در زمان جنگ جهانی دوم سرزمین‌های اشغالی آلمان از زمان اروپای مرکزی استفاده می‌کردند.

## شهرهای اصلی
- آدانا ترکیه
- حلب سوریه
- اسکندریه مصر
- امان اردن
- آنکارا ترکیه
- آتن یونان
- بیروت لبنان
- براشوف رومانی
- بخارست رومانی
- بورسا ترکیه
- قاهره  مصر
- کیشیناو مولداوی
- کلوژ-نپوکا رومانی
- دمشق سوریه
- غزه
- هلسینکی, فنلاند
- یاش رومانی
- استانبول ترکیه
- ازمیر ترکیه
- اورشلیم, اسرائیل
- کی‌یف اوکراین
- نیکوزیا قبرس
- ریگا لیتوانی
- صوفیه بلغارستان
- تالین استونی
- تل‌آویو اسرائیل
- سالونیک یونان
- تیمیشوارا رومانی
- ویلنیوس لیتوانی